# Polystachya cornigera
Polystachya cornigera är en orkidéart som beskrevs av Rudolf Schlechter. Polystachya cornigera ingår i släktet Polystachya och familjen orkidéer.
Artens utbredningsområde är Madagaskar.

## Underarter
Arten delas in i följande underarter:
- P. c. cornigera
- P. c. integrilabia